# Stanisław Stadnicki (zm. 1776)
Stanisław Stadnicki  herbu Szreniawa bez Krzyża (zm. w 1776 roku) – chorąży kamieniecki w latach 1775–1776, chorąży latyczowski w latach 1766–1775, stolnik kamieniecki w latach 1762–1766, podczaszy kamieniecki w latach 1754–1762, podstoli latyczowski w 1754 roku, starosta baliński w 1771 roku.
Marszałek sejmiku przedkonwokacyjnego województwa podolskiego w 1764 roku.